# نوشيرو (أكيتا)
نوشيرو مدينة تقع ضمن محافظة أكيتا في اليابان، تأسست في 3/21/2006، بلغ عدد تعداد سكانها في 1 يناير – 2008 حوالي 61295 مساحتها الإجمالية حوالي 426.74 كم٢ لتصبح كثافة سكانها 144 نسمة لكل كيلو متر مربع.

## أعلام
- هيساشي يامادا
- ماسومي أسانو
- هوسي نورودا
- تاكاشي أونو